# 戴維斯鎮區 (密蘇里州亨利縣)
戴維斯鎮區（英語：Davis Township）是位於美國密蘇里州亨利縣的一個行政鎮區。

## 地方資料
戴維斯鎮區的面積為92.86平方千米，當中陸地面積為85.99平方千米，而水域面積為6.86平方千米。根據2020年美國人口普查的數據，當地共有人口286人，而人口密度為每平方千米3.08人。